# Dead Moon Circus
Dead Moon Circus (デッドムーンサーカス?, Deddo Mūn Sākasu) è il nome collettivo con il quale vengono indicati i nemici della quarta serie di Sailor Moon. Sono presenti sia nel manga che nell'anime, con qualche leggero cambio nella loro storia. Il nome usato nell'adattamento italiano è Circo della Luna Spenta. Quasi tutti i membri più importanti del circo portano sulla fronte un marchio rappresentante una luna nuova nera.

## Confronto nomi originali e adattati
Come nelle serie precedenti, alcuni nomi derivati da pietre e gemme, in questo caso quello di Zirconia e Zircon (da zircone), quello di Hawk's Eye (dalla gemma occhio di falco), Tiger's Eye (l'occhio di tigre è un quarzo contenente limonite, che produce dei tipici riflessi gialli che rendono questo cristallo somigliante agli occhi della tigre), mentre quello di Fisheye è un obbiettivo fotografico. Da notare che nel manga sono gli stessi membri del trio a darsi questo nome dopo essere diventati umani, che non sono altro che la traduzione in inglese dei nomi con cui li chiamavano le Amazzoni quando erano nella loro forma animale (Tiger's Eye, Hawk's Eye e Fisheye)
Il nome di Nehellenia è ispirato a quello di una dea della mitologia teutonica. Il quartetto amazzonico, deve i propri nomi a quelli di alcuni asteroidi del Sistema Solare. Questa scelta è dovuta al fatto che, nel manga, le quattro amazzoni sono in realtà quattro guerriere Sailor del trentesimo secolo, risvegliate "precocemente" dal potere malvagio di Nehellenia.
I nomi dei membri del Trio sono stati quindi adattati con la loro traduzione in italiano, così come Zircon, mentre Nehellenia e Zirconia hanno mantenuto l'originale giapponese. Singolare è il caso del Quartetto delle Amazzoni, il cui nome ha mantenuto la pronuncia giapponese.
| Nome giapponese                                 | Nome inglese     | Nome italiano                                   | Origine del nome | Doppiatore giapponese                                 | Doppiatore italiano                   |
| ----------------------------------------------- | ---------------- | ----------------------------------------------- | ---------------- | ----------------------------------------------------- | ------------------------------------- |
| Joō Nehellenia (女王ネヘレニア?, Joō Neherenia) | Queen Nehellenia | Regina Nehellenia                               | Nehalennia       | Yoshiko Sakakibara (adulta) Wakana Yamazaki (bambina) | Dania Cericola                        |
| Zirconia (ジルコニア?, Jirukonia)               | Zirconia         | Zirconia                                        | Zircone          | Hisako Kyoda                                          | Grazia Migneco                        |
| Zircon (ジルコン?, Jirukon)                     | Zircon           | Zircone                                         | Zircone          |                                                       |                                       |
| Tiger's Eye (タイガーズ・アイ?, Taigāzu Ai)     | Tiger's Eye      | Occhio di Tigre                                 | Occhio di tigre  | Ryōtarō Okiayu                                        | Diego Sabre Nicola Bartolini Carrassi |
| Hawk's Eye (ホークス・アイ?, Hōkusu Ai)         | Hawk's Eye       | Occhio di Falco                                 | Occhio di falco  | Toshio Furukawa                                       | Patrizio Prata Davide Garbolino       |
| Fisheye (フィッシュ・アイ?, Fisshu Ai)          | Fisheye          | Occhio di Pesce                                 | Fish-eye         | Akira Ishida                                          | Emanuela Pacotto Patrizia Scianca     |
| Cerecere (セレセレ?, Seresere)                  | Cele Cele        | Cere Cere Cere-Cere (terza edizione del manga)  | 1 Ceres          | Yuri Amano                                            | Daniela Fava                          |
| Pallapalla (パラパラ?, Parapara)                | Para Para        | Para Para Pallapalla (terza edizione del manga) | 2 Pallas         | Machiko Toyoshima                                     | Federica Valenti                      |
| Junjun (ジュンジュン?, Junjun)                  | Jun Jun          | Jun Jun Jun-Jun (terza edizione del manga)      | 3 Juno           | Kumiko Watanabe                                       | Nadia Biondini                        |
| Vesves (ベスベス?, Besubesu)                    | Besu Besu        | Besu Besu Vesves (terza edizione del manga)     | 4 Vesta          | Junko Hagimori                                        | Marcella Silvestri                    |
| Xenotime (ゼノタイム?)                          | Xenotime         | Xenotime                                        | Xenotime-(Y)     | n/a                                                   | n/a                                   |
| Zeolite (ゼオライト?)                           | Zeolite          | Zeolite                                         | Zeolite          | n/a                                                   | n/a                                   |

## Nehellenia
La Regina Nehellenia (女王ネヘレニア?, Joō Neherenia), è il capo del Dead Moon Circus. Appare sia nel manga che nell'anime di Sailor Moon. È l'unico nemico a comparire in due serie: tutta la quarta stagione e i primi sei episodi della quinta stagione. Il suo personaggio è profondamente diverso nelle due versioni della storia.
Nel manga Nehellenia era la nemesi di Queen Serenity ai tempi di Silver Millennium. Si presentò non invitata ai festeggiamenti per la nascita della Principessa Serenity e lanciò una maledizione sulla bambina affinché non potesse mai arrivare a salire sul trono del suo regno e la distruzione di esso. Fatto che si avverò con l'arrivo di Queen Metaria che distrusse il regno prima che Princess Serenity potesse salire al trono. Nel ventesimo secolo, arriva sulla Terra sfruttando una eclissi solare e cerca di conquistare la Terra dall'interno rendendo Illusion un luogo colmo di incubi e oscurità.
Nell'anime, Nehellenia era la bellissima regina della Luna spenta salita al trono sin da bambina, ed era amata dai propri sudditi e venerata come una dea. Tuttavia era molto infelice ed era convinta che la propria bellezza fosse l'unica cosa che avesse. Un giorno, lo specchio in cui passava ore ad ammirarsi chiedendo quale sarebbe stato il suo aspetto nel futuro le mostrò il riflesso di una vecchia mostruosa. Inorridita, Nehellenia fu presa dalla disperazione e Zirconia nata dalla paura della donna che era terrorizzata dal terribile riflesso visto nello specchio e che era apparsa in quello stesso specchio prese vita e usò tale sentimento per prendere possesso della mente della giovane sovrana. Grazie a Zirconia, Nehellenia capì come poter rimanere per sempre giovane: nutrendosi degli specchi dei sogni meravigliosi sottratti al suo popolo, che venne così trasformato in lemuri. In seguito, venne a sapere del potere del cristallo d'oro e cercò di impadronirsene, mirando al contempo all'amore del suo custode, ma fallì e venne confinata sulla faccia oscura della Luna. Qui aspettò il momento propizio e durante un'eclissi rapì Helios, il custode del cristallo d'oro, giungendo poi sulla terra per cercare lo spirito del ragazzo, che si era rifugiato nello specchio dei sogni di Chibiusa. Alla fine, dopo essere stata sconfitta da Sailor Moon e Sailor Chibi Moon, viene nuovamente sigillata in uno specchio.
All'inizio della quinta serie, Nehellenia viene risvegliata e liberata da Sailor Galaxia e progetta la sua vendetta: distruggere tutto ciò che è più caro a Usagi, partendo da Mamoru per poi passare alle sue compagne. Rompe quindi il suo specchio dei sogni e ne lascia cadere i frammenti sulla Terra, uno dei quali rende Mamoru suo succube. I restanti pezzi intanto si trasformano in suoi cloni che attaccano la popolazione, venendo poi sconfitti dalle guerriere Sailor (nell'anime tutti i frammenti avevano la finalità di rendere le persone schiave del proprio aspetto). Quando Usagi, dopo varie peripezie, riesce ad arrivare al cospetto di Nehellenia, decide di perdonarla e le offre il suo aiuto. Nehellenia si redime e si libera dalle sue paure di diventare vecchia accettando di vivere la sua giovinezza pienamente senza rimpianti e in quello stesso istante lo specchio da cui era nata Zirconia si distrugge liberando Nehellenia dalla maledizione che l'aveva posseduta fino a quel momento. Nehellenia si risveglia bambina nel suo antico regno come se si fosse risvegliata da quello che è stato un lungo incubo dal quale si è finalmente liberata, circondata dai propri sudditi tornati umani come erano un tempo: il Cristallo d'argento le ha dato la possibilità di ricominciare da capo.
È interpretata da Sayu Ootsuki nel musical del 2016.

## Zirconia
Zirconia (ジルコニア?, Jirukonia) è un vecchio insetto antropomorfo, subordinata a Nehellenia (nel manga si presenta come Guida spirituale della regina); si occupa di impartire ordini al Trio Amazzonico e al Quartetto delle Amazzoni. Curiosamente nell'adattamento americano dell'anime Zirconia è diventata un uomo.
Nell'anime, Zirconia ha l'aspetto simile a quello che avrebbe avuto Nehellenia da vecchia, ed è proprio grazie al suo aspetto che plagia la regina. In realtà Zirconia è stata creata dalla paura di Nehellenia di diventare un'orrenda vecchia quando un giorno si specchiò e vide il raccapricciante riflesso di una terrificante vecchia che la terrorizzò a tal punto da avere paura di diventare la mostruosa vecchia vista nello specchio e così Nehellenia decise di rubare gli specchi dei sogni dei suoi sudditi che divennero i mostri che popolavano il Circo Della Luna Spenta mentre Zirconia divenne l'alter ego di Nehellenia che ubbidì unicamente alla regina per realizzare i suoi desideri. È spazientita dagli insuccessi del Trio, comanda al Quartetto di eliminarli, benché poi neppure le Amazzoni riescano ad ottenere risultati degni di nota. Alla fine rapisce Chibiusa e la manda all'interno dello specchio in cui Nehellenia è relegata fin tanto vi sarà luce nel mondo e non abbia la forza necessaria. Alla fine, messa alle strette dalle guerriere Sailor, sottrae l'energia del Quartetto Amazzonico per consentire a Nehellenia di uscire dallo specchio. Nehellenia, durante l'eclissi solare finale, esce dallo specchio. Zirconia scompare ed è quindi ipotizzabile che lei sia una parte di Nehellenia, inoltre successivamente si vede Zirconia attaccare Sailor Moon, uscendo da sotto la gonna di Nehellenia come se fosse un pupazzo a molla. La stessa Zirconia, inoltre, rispondendo alla domanda di Nehellenia che le chiedeva quale fosse l'occupazione che le desse maggior piacere e lei risponde che la cosa che le procura la massima felicità è servire Nehellenia ed osservarla nello specchio, successivamente Nehellenia afferma di non voler più vedere Zirconia in quanto testimone della sua sofferenza. Nella versione originale alla domanda di Nehellenia che gli chiedeva quale fosse la sua felicità, Zirconia risponde Naturalmente, è quello di vedere con i miei occhi la sua vera forma che attualmente mostra solo nello specchio successivamente Nehellenia afferma di non voler più vedere Zirconia come immagine allo specchio, di non voler più vedere la propria figura mostrata nello specchio, e Zirconia svanisce man mano che Nehellenia esce dallo specchio. Nehellenia dopo essere stata liberata dal suo specchio da Galaxia e aver cercato di vendicarsi di Usagi raccontandole come terribile sia stata la sua vita priva di amicizie sia stata vuota e piena di solitudine senza avere niente tranne la sua bellezza e che era l'unica cosa che non voleva perdere e di non essersi mai così liberata da ciò che Zirconia il suo alter ego rappresentava ovvero la sua paura di essere una vecchia orrenda totalmente sola piena di rimpianti. Sailor Moon dopo aver ascoltato la storia di Nehellenia comprendo tutto il dolore e la paura che Nehellenia ha provato e vissuto perdona Nehellenia e la purifica liberandola dalla maledizione dello specchio distruggendo così lo specchio da cui Zirconia aveva preso vita insieme a tutto ciò che Zirconia rappresentava. Nel manga il ruolo di Zirconia è simile a quello che ha nell'anime. Si sa molto poco di lei e il suo unico intento sembra essere quello di far funzionare i piani di Nehellenia. Non è spiegata la sua origine ma è plausibile che sia una sorta di alter ego di Nehellenia che agisce nel mondo reale mentre la regina si trova intrappolata nello specchio. Nel finale, Zirconia intrappola tutte le sailor nei propri incubi e sigilla il Quartetto Amazzonico nelle loro quattro sfere. Tuxedo Kamen riesce a svegliare le guerriere, che attaccano tutte insieme Zirconia, ferendola. Così fugge nello specchio, inseguita da Super Sailor Moon che al suo interno trova solo Nehellenia. Viene vista in seguito dopo la fuga di Sailor Moon in cui prega la sua regina (danneggiata dalla rottura della superficie dello specchio che ha permesso alla guerriera Sailor di fuggire) di non morire. In seguito non appare più quindi è presumibile che sia scomparsa con la liberazione di Nehellenia. Più aventi, Nehellenia stessa prenderà l'aspetto di Zirconia dopo essere stata colpita dal Starlith Honey Moon Therapy Kiss di Eternal Sailor Moon.
Ha un pessimo rapporto con il Quartetto delle Amazzoni (che definisce Piccole Pesti), che rimprovera per la loro mancanza di serietà, ed anche perché le quattro ragazzine fanno spesso commenti sulla sua età, dovuti anche al fatto che loro (a differenza di Zirconia) sono eternamente giovani. Lo stesso Quartetto non dimostra di avere molto rispetto nei suoi confronti, tant'è che si rivolge a lei chiamandola in tono dispregiativo "La vecchia!" (in giapponese baba, termine che può essere usato sia nel senso cortese di vecchietta o nonnina oppure dispregiativo come i nostri vecchiaccia, vecchia oppure befana)
Doppiata nella versione giapponese da Hisako Kyoda, e nella versione italiana da Grazia Migneco, e interpretata da Kanami Saki nel musical del 2016.

### Zircon
Zircon (ジルコン?, Jirukon), chiamato Zircone nell'edizione italiana, è lo spirito messaggero di Zirconia, un bulbo oculare fiammante con le ali. All'inizio si limita a volare intorno al bastone della propria padrona, in seguito avrà la funzione di proiettare immagini per illustrare le missioni ai sottoposti di Zirconia e mandato in giro a cercare le vittime designate, di cui è in grado di produrre foto. Nell'anime viene usato anche come arma per estrarre lo specchio dei sogni del petto di Chibiusa da parte di Zirconia, lanciandolo come una pallina da golf. Nella versione animata Zircon scompare insieme alla sua padrona quando Nehellenia esce dallo specchio, mentre nel manga lo si vede svolazzare dopo la morte di Zirconia intorno allo specchio di Nehellenia, quando la regina arriva nell'Elysion per la battaglia finale.

## Trio Amazzonico
Il Trio Amazzonico (アマゾントリオ?, Amazon Trio), nell'anime sono i diretti sottoposti di Zirconia. Sono tre animali addestrati (una tigre, un falco e un pesce) trasformati in esseri umani per compiere le missioni del Dead Moon Circus. Nel manga è stata l'amazzone PallaPalla a compiere tale maleficio, mentre nell'anime non viene specificato chi è stato, poiché Zirconia (almeno nell'adattamento italiano) dice solo che è stata la magia della Luna spenta.
Nell'anime il Trio usa i lemures per portare a compimento le proprie missioni. Compito del Trio è di trovare la persona, all'interno dei cui sogni si nasconde l'unicorno Helios/Pegasus: per farlo i componenti del Trio Amazzonico, al grido di Uno, due, tre!, immobilizzano le vittime su un pannello da tiratore di coltelli, estraggono lo Specchio dei Sogni dal petto delle vittime, e vi scrutano all'interno. Nel corso delle puntate li si vede prepararsi per le missioni seduti al tavolo del bar del circo e intenti a bere alcolici.
Nel manga il Trio viene eliminato di volta in volta da una guerriera sailor, rivelando un punto di morte il proprio vero aspetto di animali. Nell'anime invece finiscono nella trappola del Quartetto delle Amazzoni, ma vengono salvati dalle guerriere Sailor e contraccambiano utilizzando i poteri della sfera che li tiene in vita per ricostruire lo specchio dei sogni di Usagi. In seguito a questo atto di generosità, i componenti del trio (ritornati al proprio vero aspetto) vengono salvati da Pegasus che, donando loro lo specchio dei sogni e ritrasformandoli in umani, li porta con sé nell'Elysion.

### Tiger's Eye
Tiger's Eye (タイガーズ・アイ?, Taigāzu・Ai), chiamato Occhio di Tigre nell'edizione italiana, è un membro del Trio Amazzonico e ha l'aspetto di un affascinante giovane dai lunghi capelli biondi. La sua arma abituale è una frusta.
Nell'anime le sue vittime preferite sono le ragazze e le giovani donne, che spesso seduce per poi approfittare di estrarre lo specchio dei sogni. Nel manga il suo ruolo è tentare di aiutare PallaPalla a confondere la mente di Rei Hino, imprigionata nella Mirror House del circo dall'amazzone, ma viene poi sconfitto dal nuovo potere della guerriera.
Doppiato nella versione giapponese da Ryōtarō Okiayu, e nella versione italiana da Diego Sabre, e interpretato da Andou Chihiro nel musical del 2016.

### Hawk's Eye
Hawk's Eye (ホークス・アイ?, Hōkusu・Ai), chiamato Occhio di Falco nell'edizione italiana, è un membro del Trio Amazzonico e ha l'aspetto di un giovane alto e dagli alti capelli rosa. Le sue armi hanno spesso a che fare col fuoco.
Nell'anime viene spesso in contrasto con Occhio di Tigre, benché il loro sia più che altro un rapporto fraterno di "amore-odio". Al contrario di Tiger's Eye, le sue vittime preferite sono donne mature (come la mamma di Usagi), o addirittura anziane, benché in un episodio litighi col collega, per chi debba colpire Minako Aino. Nel manga Hawk's Eye è un personaggio molto effeminato (l'autrice ha dichiarato di averlo creato pensando a lui come ad una specie di versione più adulta di Zoisite col sogno di diventare un giorno una "bar madam" a Las Vegas o a Ginza.) difatti alla sua prima apparizione "in borghese" indossa abiti femminili. Attira Sailor Jupiter nella sua trappola fingendosi un'erborista e donandole un anello maledetto, ma poi viene sconfitto dal nuovo potere della guerriera.
Doppiato nella versione giapponese da Toshio Furukawa, e nella versione italiana da Patrizio Prata, e interpretato da Riona Tatemichi nel musical del 2016.

### Fish Eye
Fish Eye (フィッシュ・アイ?, Fisshu・Ai), chiamato Occhio di Pesce nell'edizione italiana, è un membro del Trio Amazzonico e ha l'aspetto di un femmineo giovane dai lunghi capelli blu, pur essendo un maschio. Le sue armi abituali sono i coltelli.
Contrariamente agli altri due membri del Trio, nell'anime le sue vittime preferite sono bei giovani che tenta di adescare grazie al proprio ambiguo aspetto femminile. Nel manga il suo ruolo è quello di plagiare la mente di Ami Mizuno facendole credere di non essere amata dai genitori e di essere sola e senza amici. Grazie al nuovo potere della guerriera e all'arrivo di Sailor Moon e ChibiMoon, Fisheye viene facilmente eliminato.
Nell'adattamento italiano, per ovviare alla evidente omosessualità di Fisheye, il sesso del personaggio è stato cambiato da maschile a femminile, e quindi doppiato con voce da donna. L'unica scena nell'anime in cui Fisheye si mostrava a torso nudo, rivelando oltre ogni ragionevole dubbio la propria natura, è stata pesantemente censurata nelle prime messe in onda della serie.
Doppiato nella versione giapponese da Akira Ishida, e nella versione italiana da Emanuela Pacotto, e interpretato da Yumi nel musical del 2016.

## Quartetto delle Amazzoni
Il cosiddetto Quartetto delle Amazzoni (アマゾネス カルテット?, Amazonesu Karutetto) è il secondo sottogruppo del Circo. È Formato da quattro ragazze, prende il nome dalle Amazzoni, (favoloso popolo di donne guerriere collocate nella tradizione in Asia minore). Il loro compito all'interno dell'anime è quello di cercare il Golden Mirror, mentre nel manga è di spargere gli incubi fra gli abitanti di Tokyo per farli cadere in loro potere.
Alla fine della saga, nel manga, si scopriranno essere quattro guerriere Sailor risvegliate precocemente da Nehellenia e poste sotto il suo controllo con una maledizione, mentre nell'anime passeranno dalla parte delle guerriere Sailor, dopo aver compreso di essere state sfruttate dalla perfida regina.

## Xenotime e Zeolite
Sono due gemelli, giocolieri del Circo che affrontano Sailor Venus nel capitolo a lei dedicato (Venus Dream). Non appaiono nell'anime ma solo nel manga e non sembrano essere dei lemuri perché hanno un aspetto abbastanza umano.

## Il pupazzo
Si tratta di un pupazzo animato dalla magia della Luna spenta, che controlla gli esseri umani e ne risucchia l'energia vitale. Ha sulla fronte il simbolo della Luna spenta, che appare anche su chi controlla (come il suo ventriloquo). Contro di lui combattono Sailor Uranus e Sailor Neptune, nell'episodio Nemici insidiosi, ambientato poco tempo dopo l'arrivo del Circo sulla Terra.
Doppiato nella versione giapponese da Daisuke Sakaguchi, e nella versione italiana da Pietro Ubaldi.

## Lemures
I Lemures (レムレス?  chiamati nell'edizione italiana dell'anime Larvae) sono i mostri usati dal Trio Amazzonico o dal Quartetto delle Amazzoni per attaccare. Il loro nome deriva dai Lemuri, gli spiriti dei morti che nella mitologia romana tormentavano i sogni dei viventi chiamati anche Larvae.
Nel manga i Lemures vengono evocati dalle Amazzoni e sono descritti come "l'incarnazione degli incubi" che divorano i sogni meravigliosi della gente ed hanno l'aspetto di sfere nere dotate di aculei, inoltre sono in grado di possedere gli esseri umani entrando nella loro mente. Nell'anime si tratta invece degli abitanti del regno di Nehellenia a cui la stessa regina ha rubato lo specchio dei sogni, poiché crede (sotto consiglio di Zirconia) che così facendo rimarrà giovane e bella per sempre (da notare che anche nel manga si vedono le immagini di esseri dall'aspetto di circensi, tuttavia non viene rivelato chi e cosa siano).
Nella versione animata si possono distinguere tre gruppi di Lemures: quelli che prima di essere tali costituivano la corte di Nehellenia, che appaiono dentro il tendone del circo spesso commentando gli insuccessi del Trio o del Quartetto Amazzonico e quelli usati dal Trio Amazzonico e dal Quartetto delle Amazzoni che nemici spuntano dalle ombre dei sottoposti che a turno Zirconia invia alla ricerca dello specchio d'oro, venendo sempre evocati nel momento dell'arrivo delle guerriere Sailor e battute da Super Sailor Moon urlando (in originale) Stage Out. I mostri del trio ricordano degli artisti circensi, mentre quelli del Quartetto sono spesso dotati di due bocche (soprattutto quelli mezzi umani e mezzi animali, evocati da VesVes e JunJun), una umana con cui parlano e la seconda con cui inghiottono lo specchio dei sogni della vittima nel caso non sia quello dorato. Nell'adattamento italiano i Lemures hanno mantenuto il loro nome (spesso tradotto o adattato), e quelli del Quartetto (come le loro padrone) hanno il nome formato da due sillabe ripetute (esempio GariGari o ManeMane).
In Italia molti sono doppiati da Patrizia Scianca.